# 馬自達121
馬自達121是日本馬自達汽車公司在1975年至2002年間於日本以外的市場推出的微型或次緊湊型汽車。按照馬自達一貫的做法，雖然日本版與海外版的車名不同，事實上卻是同一款車，譬如Familia（日本版）之於323（海外版）。不過此車款卻很奇特，該公司前後27年間以不同的車款命名成「121」外銷，請見下文詳述：
- 1975年-1981年：往復式活塞引擎版本的第二代Cosmo。
- 1988年-1991年：第一代福特Festiva，該款車由馬自達設計、開發、生產。
- 1990年-1998年：Autozam Revue。
- 1996年-2002年：第一代Demio，於某些本來沒有推出馬自達121的國家地區販售。
- 1996年-2002年：第四代福特Fiesta，但掛上馬自達廠徽銘牌，僅限於某些歐洲國家而已。此外，南非市場稱作「馬自達Soho」。

- 馬自達121（1975年-1981年） '"`UNIQ--templatestyles-00000001-QINU`"'
- 馬自達121（1988年-1991年） '"`UNIQ--templatestyles-00000002-QINU`"'
- 馬自達121（1990年-1998年） '"`UNIQ--templatestyles-00000003-QINU`"'
- 馬自達121（1996年-2002年） '"`UNIQ--templatestyles-00000004-QINU`"'
- 馬自達121（1996年-2002年） '"`UNIQ--templatestyles-00000005-QINU`"'